# Dario Anselmetti

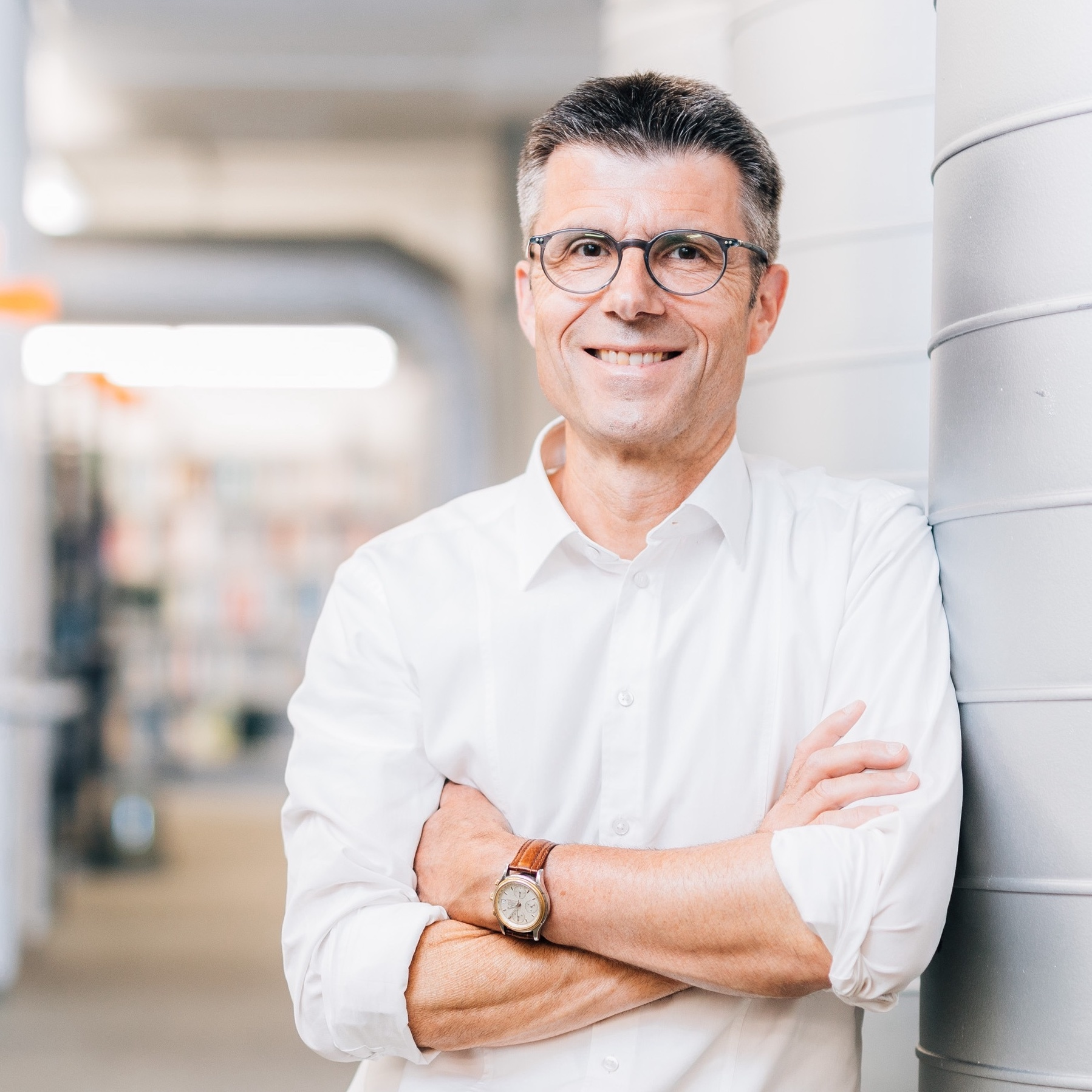
Dario Anselmetti (2022)

Dario Giacomo Anselmetti (* 9. April 1963 in Basel, Bürger von Berzona TI / Valle Onsernone) ist ein schweizerisch-deutscher Physiker. Er ist Professor für Experimentelle Biophysik und Prorektor für Studium und Lehre an der Universität Bielefeld.

## Leben und Wirken
Anselmetti studierte von 1982 bis 1987 Physik an der Universität Basel. Er wurde 1990 in der dortigen Experimentalphysik bei Hans-Joachim Güntherodt auf dem Gebiet „Rastertunnelmikroskopie an synthetischen Metallen“ promoviert. Anschliessend folgte ein Post-Doc-Aufenthalt am IBM-Forschungslabor Zürich in Rüschlikon bei Heinrich Rohrer und Christoph Gerber auf dem Projekt „Interfacing biomolecules“ und eine Forschungskooperation mit Georg Bednorz und Karl-Alex Müller auf dem Gebiet hochtemperatursupraleitender Dünnschichtmaterialien (1990–1991).
Nach einer NanoBiophysik-Gruppenleiterposition an der Universität Basel wechselte er von 1994 bis 2000 als Forschungsgruppenleiter in die chemisch-pharmazeutische Industrie (Ciba-Geigy, Novartis und Solvias) in enger wissenschaftlicher Zusammenarbeit mit dem Friedrich Miescher Institute for Biomedical Research (FMI) auf dem Gebiet der funktionellen Glykobiologie von Meeresschwämmen (Max M. Burger). Nach seiner Habilitation an der Philosophisch-Naturwissenschaftlichen Fakultät der Universität Basel im Fach Experimentalphysik (1998) folgte er im Jahr 2000 einem Ruf an die Fakultät für Physik der Universität Bielefeld als Lehrstuhlinhaber für Experimentelle Biophysik und Angewandte Nanowissenschaften.
Von 2002 bis 2012 war Anselmetti Sprecher des DFG-Sonderforschungsbereichs 613 „Physik von Einzelmolekülprozessen und molekularer Erkennung in organischen Systemen“ und gründete 2003 das Mitmach- und Experimentierlabor „teutolab-PHYSIK“ für Schülerinnen und Schüler an der Universität Bielefeld. Von 2019 bis 2021 war er Dekan der Fakultät für Physik.
Anselmetti ist Novartis Leading Scientist (1998), ordentliches Mitglied der Nordrhein-Westfälischen Akademie der Wissenschaften und Künste in Düsseldorf (seit 2005), und (Mit-)Autor von über 200 wissenschaftlichen Publikationen, (Co-)Editor von Fachbüchern und Verfasser von Patentanmeldungen.
Seine wissenschaftlichen Arbeiten umfassen Untersuchungen zu strukturellen und funktionalen Aspekten der Einzelmolekül- und Einzelzell-Biophysik durch Methoden der angewandten Nanowissenschaften. Diese beinhalten u. a. quantitative Studien zu    Bindungseigenschaften und - Mechanismen der molekularer Erkennung biologisch-medizinischer und synthetischer Rezeptor-Ligand-Wechselwirkungen, sowie zur mikro- und nanofluidischen Translationsdynamik durch biologische und biomimetische Nanoporen und Nanomembranen.

## Schriften (Auswahl)
- (mit Ch. Gerber u. a.) Observation of Screw Dislocation in High-Tc Films; Nature 350, 279-280, 1991 (DOI:10.1038/350279a0)
- (mit U. Dammer u. a.) Binding Strength Between Cell Adhesion Protoglycans Measured by Atomic Force Microscopy; Science 267, 1173-1175, 1995 (DOI:10.1126/science.7855599)
- (mit J. Fritz u. a.) Force-Mediated Kinetics of Single P-Selectin/PSGL 1-Complexes by Atomic Force Microscopy; Proc. Natl. Acad. Sci. USA Vol. 95, 12283-12288, 1998 (DOI:10.1073/pnas.95.21.12283)
- (mit A. Ros u. a.) Brownian Motion: Absolute Negative Particle Mobility; Nature 436, 928, 2005 (DOI:10.1038/436928a)
- (mit X. Fernàndez-Busquets u. a.) Self-Recognition and Ca2+-Dependent Carbohydrate-Carbohydrate Cell Adhesion Provide Clues to the Cambrian Explosion; Molecular Biology and Evolution 26, 2551-2561, 2009 (DOI:10.1093/molbev/msp170)
- (mit A. Spiering u. a.) Nanopore Translocation Dynamics of a Single DNA-Bound Protein, NANO Letters 11, 2978-2982, 2011 (DOI:10.1021/nl201541y)
- (mit L. Bogunovic u. a.) Chiral Particle Separation by a Nonchiral Microlattice, Physical Review Letters, 109, 100603, 2012 (DOI:10.1103/PhysRevLett.109.100603)
- (mit H. Milting u. a.) The TMEM43 Newfoundland Mutation p.S358L Causing ARVC5 was Imported from Europe and Increases the Stiffness of the Cell Nucleus; European Heart Journal 36 (14), 872-881, 2015 (DOI:10.1093/eurheartj/ehu077)
- (mit Z. Jjang u. a.) Aligned macrocycle pores in ultrathin films for accurate molecular sieving; Nature 609, 58-64, 2022 (DOI:10.1038/s41586-022-05032-1)
- (mit F. Ruperti u. a.) Proteomic analysis of the sponge Aggregation Factor implicates an ancient toolkit for allorecognition and adhesion in animals; Proc. Natl. Acad. Sci. USA Vol. 121 (52) e2409125121, 2024 (DOI: 10.1073/pnas.2409125121)